# کورگاشلا
کورگاشلا (انگلیسی: Kurgashla) یک شهرک در شهرستان گافوریسکی استان باشقیرستان کشور روسیه است.